# Gulf Research Center
Le Gulf Research Center (GRC) est un think tank non-partisan[réf. nécessaire] et financièrement indépendant[réf. nécessaire], qui promeut des connaissances académiques et des services de conseil sur la région du Golfe Persique.
Le GRC produit des articles de recherche avec une perspective de la région du Golfe, afin de rectifier le manque d'informations non-biaisés ou incomplètes sur la région, et aussi de promouvoir les opinions émanant de cette région.
Le GRC, basé à Djeddah en Arabie saoudite, et dont la fondation est sise à Genève, a été créé en l'an 2000 par Abdulaziz Sager, qui en est aussi l'actuel président.